# عبدالفتاح البرهان
عبدالفتاح البرهان (زادهٔ ۱۹۶۰)سیاست‌مدار اهل سودان است. عبدالفتاح البرهان، رهبر نظامی سودان که با کودتای اکتبر ۲۰۲۱ سودان، قدرت را به دست گرفت اعلام کرد عبدالله حمدوک، نخست‌وزیر و رئیس دولت انتقالی که توسط نظامیان برکنار شده به خاطر حفظ امنیت خودش تحت بازداشت خانگی قرار دارد.
البرهان در عین حال هشدار داد، سایر اعضای غیرنظامی دولت انتقالی که بازداشت شده‌اند ممکن است محاکمه شوند.
کودتای سودان از سوی اکثر کشورهای غربی و سازمان ملل محکوم شده و تظاهرات طرفداران دمکراسی و درگیری با نیروهای امنیتی و ارتش در خارطوم و سایر شهرها ادامه دارد.
عبدالفتاح البرهان در دومین سخنرانی علنی خود از زمان وقوع کودتا گفت ارتش ناگزیر شد برای پیشگیری از تشدید بحران سیاسی در کشور و احتمال وقوع جنگ داخلی وارد عمل شود.
البرهان شورای حاکمیت را که قبلاً قدرت را بین نظامیان و غیرنظامیان کشور تقسیم می‌کرد، منحل کرد.توافقنامه جوبا در سال ۲۰۲۰ به البرهان اجازه داد تا ۲۰ ماه دیگر به ریاست دولت ادامه دهد، نه اینکه طبق برنامه در فوریه ۲۰۲۱ کناره‌گیری کند. پس از استعفای رئیس سابق احمد عوض بن عوف در اوت ۲۰۱۹، در آوریل ۲۰۱۹ او، همچنین رئیس شورای نظامی انتقالی بود. وی قبلاً بازرس کل نیروهای مسلح سودان بود.
در ماه مه ۲۰۱۹، اولین سفر بین‌المللی برهان به مصر برای دیدار با عبدالفتاح سیسی بود. دومین سفر او به امارات متحده عربی بوده‌است.

## کودتای ۲۰۲۱
در ۲۵ اکتبر ۲۰۲۱، برهان کودتای اکتبر ۲۰۲۱ سودان را برای سرنگونی دولت غیرنظامی نخست‌وزیر عبدالله حمدوک رهبری کرد.